# Grecia ai XXI Giochi olimpici invernali
La Grecia ha partecipato ai XXI Giochi olimpici invernali, che si sono svolti dal 12 al 28 febbraio 2010 a Vancouver, in Canada, con una delegazione di 7 atleti.

## Biathlon
| Evento       | Atleta            | Tempo | Penalità | Posizione |
| ------------ | ----------------- | ----- | -------- | --------- |
| 10 km sprint | Panagiota Tsakiri | DNF   | 5 (2+3)  | -         |

| Evento        | Atleta            | Tempo   | Penalità | Posizione |
| ------------- | ----------------- | ------- | -------- | --------- |
| 7,5 km sprint | Panagiota Tsakiri | 24'28"8 | 3 (1+2)  | 86        |

## Sci alpino
| Gara    | Atleta               | 1° manche  | 2° manche  | Tempo totale | Posizione |
| ------- | -------------------- | ---------- | ---------- | ------------ | --------- |
| Slalom  | Vassilis Dimitriadis | 51"96      | 56"20      | 1'48"16      | 33        |
| Slalom  | Stefanos Tsimikalis  | non finito |            |              |           |
| Gigante | Vassilis Dimitriadis | 1'24"64    | non finito |              |           |
| Gigante | Stefanos Tsimikalis  | 1'29"21    | 1'30"95    | 3'00"16      | 65        |

| Gara    | Atleta      | 1° manche | 2° manche | Tempo totale | Posizione |
| ------- | ----------- | --------- | --------- | ------------ | --------- |
| Slalom  | Sofia Ralli | 59"32     | 1:01"09   | 2'00"41      | 47        |
| Gigante | Sofia Ralli | 1'27"75   | 1'22"86   | 2'50"61      | 53        |

## Sci di fondo
| Gara        | Atleta           | Qualificazioni | Qualificazioni | Quarti di finale | Quarti di finale | Semifinali | Semifinali | Finale | Finale    |
| Gara        | Atleta           | Tempo          | Pos.           | Tempo            | Pos.             | Tempo      | Pos.       | Tempo  | Posizione |
| ----------- | ---------------- | -------------- | -------------- | ---------------- | ---------------- | ---------- | ---------- | ------ | --------- |
| Individuale | Lefteris Fafalis | 3'49"09        | 50             |                  |                  |            |            |        |           |

| Gara                   | Atleta       | Tempo d'arrivo | Posizione |
| ---------------------- | ------------ | -------------- | --------- |
| 10 km a tecnica libera | María Ntánou | 32'14"6        | 73        |